# Джойс, Элла
Элла Джойс (англ. Ella Joyce, род. 12 июня 1954) — американская актриса. Она наиболее известна благодаря главной роли вместе с Чарльзом С. Даттоном в ситкоме Fox «Рок» (1991—1994).
Джойс родилась и выросла в Чикаго, штат Иллинойс. После закрытия «Рок» она получила регулярную роль в ситкоме NBC «Новостное радио», однако после пилотного эпизода была заменена на Ханди Александер. С тех пор Джойс появлялась с гостевыми ролями в «Сайнфелд», «Шоу Джейми Фокса», «Ив», «Быть Мэри Джейн», а также имела второстепенную роль в «Моя жена и дети». В 2013 году она снялась с Китом Дэвидом в недолго просуществовавшем ситкоме TV One Belle’s.
Вне телевидения, Джойс имела роли второго плана в фильмах «Стой! Или моя мама будет стрелять» (1992), «Вызов» (1996), «Бабба Хо-Теп» (2002), «Потерянная связь» (2006), «Семейная свадьба» (2010), «Семейный консультант» (2013) и «Нина» (2016).